# یواس‌اس اورتالان (ای‌ام‌سی‌یو-۳۴)
یواس‌اس اورتالان (ای‌ام‌سی‌یو-۳۴) (به انگلیسی: USS Ortolan (AMCU-34)) یک کشتی بود که طول آن ۱۵۹ فوت (۴۸ متر) بود. این کشتی در سال ۱۹۴۴ ساخته شد.